# 趙洪来
趙 洪来（チョ・ホンネ、朝鮮語: 조홍래/趙洪來、1940年3月24日 - ）は、大韓民国の政治家。第8・10・12代韓国国会議員。本貫は咸安趙氏。仏教徒。

## 経歴
日本統治時代の慶尚南道咸安郡出身。慶南中学校、慶南高等学校、ソウル大学校政治学科卒。1960年代後半に新民党総裁・兪鎮午の秘書として政界に入った。
1971年の第8代総選挙に31歳で新韓民主党の公認で立候補して初当選し、以降合計3選された。他にアジア国会議員連合韓国代表、韓国インド議員協会副会長、民主化推進協議会発起人兼常任委員、国会農水産委幹事、予算決算委幹事、統一民主党創党発起人、政策委議長、金泳三統一民主党総裁特別補佐役、農漁村振興公社社長を歴任した。1992年の第14代総選挙で落選後はしばらく政界を離れ、農業分野で働いた。1997年に当時の大統領の金泳三の大統領秘書室政務首席秘書官に任命された。